# Floskel
Die Floskel (lateinisch flosculus, „Blümchen“, in deutschen Texten neben gleichbedeutend Blümlein und Wortblumen seit 1689 belegt, eingedeutscht und im Geschlecht dem älteren Begriff Formel folgend seit 1774 bei Schubart; vgl. die Redewendung „etwas durch die Blume sagen“) bezeichnet in der Rhetorik der Antike einen Denkspruch oder eine Sentenz, später eine rein formale Redewendung oder Redensart.
In der Umgangssprache werden viele Floskeln verwendet, ohne dass der Sprecher sich dessen bewusst ist. Oft wird eine ernsthafte, bedeutungsvolle Antwort erwartet. Das Gesagte wird durch Floskeln und andere Sprachschablonen so sehr aufgeladen, dass eine eindeutige Stellungnahme nicht mehr zu erkennen ist. Dies stößt beim Hörer auf Missfallen. Daher und aus Unkenntnis der eigentlichen Definition von Floskel wird der Begriff im Alltag oft mit negativer Bedeutung verwendet.
Nicht zuletzt durch Funk- und Fernsehmedien verbreiten sich Floskeln in der deutschen Sprache überaus rasch und sind bei ihren Verwendern subliminal. Durch ihre permanente Wiederholung entwickelt sich das Deutsch ihrer Anwender zum „Papageien-Deutsch“ (Schenk). „Dabei macht jede Floskel für sich noch kein schlechtes Deutsch aus. Allein ihr unablässiger, zwanghafter und unbewusster Gebrauch weist ihre Verwender als Menschen aus, die sich kaum, nicht hinreichend oder gar nicht mehr der Mühe sorgfältiger und präziser Formulierung unterziehen.“